# سیرو مارچلینی
سیرو مارچلینی (ایتالیایی: Siro Marcellini؛ زادهٔ 	۱۶ سپتامبر ۱۹۲۱) کارگردان فیلم، و فیلم‌نامه‌نویس اهل ایتالیا است.
از فیلم‌ها یا مجموعه‌های تلویزیونی که وی در آن‌ها نقش داشته‌است، می‌توان به دو رقیب اشاره نمود.